# Fecho algébrico
Dado um corpo F, dizemos que uma extensão E de F é um fecho algébrico de F quando E é uma extensão algébrica que é algebricamente fechada, isto é, contém todas as raizes de polinómios com coeficientes em F.
Em certo sentido (isomorfismo), cada corpo F tem apenas um fecho algébrico, pelo que este é por vezes referido como o fecho algébrico de F.

## Teoremas
- Unicidade: se dois corpos {\displaystyle E_{1}} e {\displaystyle E_{2}} são fechos algébricos de F, então eles são isomorfos.[1]
- Existência: o axioma da escolha permite construir o fecho algébrico de qualquer corpo.[2]

## Exemplos
- O fecho algébrico do corpo dos números racionais é chamado de conjunto dos números algébricos. Nem todo número algébrico é real (as soluções de x2 + 1 = 0, por exemplo), e nem todo número real é algébrico (estes números são chamados de números transcendentes reais; e e pi são exemplos).[1]
- O fecho algébrico do corpo dos números reais é o corpo dos números complexos.[2]